# Yelverton
Yelverton is een civil parish in het bestuurlijke gebied South Norfolk, in het Engelse graafschap Norfolk met 173 inwoners.